# المسلام الشرقي (عبس)

تعديل مصدري - تعديل

المسلام الشرقي هي إحدى قرى عزلة البتارية بمديرية عبس التابعة لمحافظة حجة، بلغ تعداد سكانها 111 نسمة حسب تعداد اليمن لعام 2004.